# Mesembrinella fuscicosta
Mesembrinella fuscicosta är en tvåvingeart som beskrevs av Seguy 1925. Mesembrinella fuscicosta ingår i släktet Mesembrinella och familjen spyflugor.
Artens utbredningsområde är Franska Guyana. Inga underarter finns listade i Catalogue of Life.